# 수소경제
수소경제(水素經濟, 영어: hydrogen economy)는 수소를 주요 에너지원으로 사용하는 경제산업구조를 말한다. 즉 화석연료 중심의 현재 에너지 시스템에서 벗어나 수소를 에너지원으로 활용하는 자동차, 선박, 열차, 기계 혹은 전기발전, 열 생산 등을 늘리고, 이를 위해 수소를 안정적으로 생산- 저장- 운송하는 데 필요한 모든 분야의 산업과 시장을 새롭게 만들어내는 경제시스템이다. 이 용어는 GM에 있던 존 벅크리스가 1970년 한 대담에서 만들었다. 이 개념은 유전 학자 JBS Haldane가 이전에 제안한 바 있다.

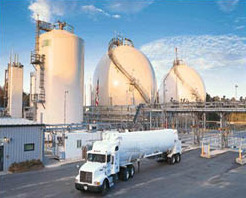
수소 플랜트

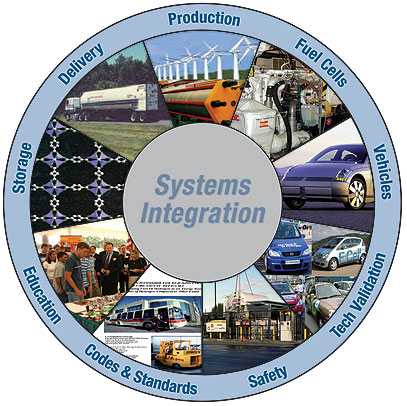
수소경제의 요소

## 글로벌

### 글로벌 수소경제의 전망
2050년, 수소산업은 年2.5조 달러의 부가가치와 누적 3,000만 개의 신규 일자리를 창출할 것으로 전망된다. 또한, 전 세계 수소에너지 수요는 2015년 8EJ에서 2050년 78EJ로 급속하게 증가하면서 에너지 수요의 18%를 차지할 것으로 예상된다.
※ 맥킨지 전망 기준 (2018년)

### 국가별 수소전기차 지원책
글로벌 자동차 최대시장인 중국, 미국, 유럽, 일본 등 주요 국가에서 수소전기차 로드맵을 발표하고 보급 진행 중이며, 차량 보조금 및 세제, 인프라 구축비용, 운영비 등을 지원하였다.
※ 2030년 글로벌 수소전기차 보급 1,000만대 이상 예상(수소위원회)
| 구분 | 주요내용 | 2030 수소 비전(누적) | 2030 수소 비전(누적) |
| 구분 | 주요내용 | 수소전기차           | 수소충전소           |
| ---- | --- | -------------------- | -------------------- |
| 일본 | ・ 아베 정부 수소기본전략 발표(2017년) ・ 민간 합작 투자회사(JHyM)설립 ・ 최첨단 기술 확보 및 글로벌 선행 지향                 | 80만대               | 900기                |
| 미국 | ・ 캘리포니아주 중심 수소전기차 추진 ・ 민간협의체(CaFCP)설립 ・ AB8(2013년)법안 통한 법/지원체제 완비                         | 100만대              | 1,000기              |
| 독일 | ・ 연방정부 산하기관(NOW) 통한 정책 수립 ・ 민간 합작 투자회사(H2Mobility)설립 ・ 수전해 수소 생산 및 가스그리드 프로젝트 추진 | 180만대              | 1,000기              |
| 중국 | ・ 중앙정부 차원에서 정책적 수소전기차 육성 ・ 지방정부별로 지원정책 별도 추진 ・ 지역별 성숙단계 '30년 성장단계 진입          | 100만대              | 1,000기              |

## 대한민국 내

### 한국 수소경제의 전망
수소는 미래 한국의 청정 에너지 사회 진입을 위해 필수적인 요소이며, 산업 발전 및 국민 삶의 질 개선에도 다음과 같은 상당한 기여를 할 것으로 예상된다.
첫째, 빠르게 성장하는 글로벌 수소 경제에서 한국은 앞선 기술을 바탕으로 세계시장을 선도할 수 있다. 한국은 이미 수소전기차 및 연료전지 부문에서 상당한 기술을 보유 중이기 때문이다.
둘째, 수소는 한국의 발전, 수송, 산업 및 건물을 비롯한 다양한 부문의 탈탄소화에 지대한 기여를 할 수 있다.
셋째, 수소 도입을 통한 에너지원 다각화로 국가 에너지 안보를 향상시킬 수 있다. 수소는 재생에너지 전력을 기반으로 생산된 후 대량으로 저장 및 운송될 수 있는 에너지 캐리어이다.
맥킨지의 ‘한국 수소산업 로드맵’에 따르면, 2050년 국내에서만 연간 약 70조 원의 경제효과 및 약 60만 명의 고용창출 효과가 있을 것으로 전망된다. 정부 역시 수소 경제 로드맵을 통해 2040년 연간 약 43조 원의 경제효과 및 약 42만 명의 고용창출 효과가 있을 것으로 전망하고 있다.

### 수소경제 관련 정부의 주요 정책 동향
정부의 수소경제에 대한 의지는 노무현 정부의 “친환경 수소경제 구현 마스터 플랜(2005년)”발표로 거슬러 올라간다. 이후, 정권의 변동 및 시장 환경 등의 사유로 소강국면에 접어들다가 문재인 정부 들어서 “혁신성장을 위한 3대 전략투자 분야로 선정(2018년)” 및 “수소경제 활성화 로드맵 발표(2019년)” 등 적극적 추진 의지를 표명하였다.

### 수소경제 활성화 로드맵의 주요 내용
정부는 『 2040년 세계 최고수준의 수소경제 선도국가로 도약 』을 선언하였다. ‘수소전기차’와 ‘연료전지’를 양대 축으로 수소경제를 선도할 수 있는 산업생태계를 구축하고, 수소경제로의 전환을 통해 미래성장동력 확보 및 온실가스 감축을 도모할 예정이다.
주요 목표는 다음과 같다.
| 구분              | 구분              | '18년                  | '22년                  | '40년                       |
| ----------------- | ----------------- | ---------------------- | ---------------------- | --------------------------- |
| 수소전기차 (누적) | 수소전기차 (누적) | 1.8천대 (내수 0.9천대) | 8.1만대 (내수 6.7만대) | 620만대 (내수29만대)        |
| 수소충전소 (누적) | 수소충전소 (누적) | 14개소                 | 310개소                | 1,200개소 이상              |
| 연료 전지         | 발전용            | 307MW (내수 전체)      | 1.5GW (내수1GW)        | 15GW (내수 8GW)             |
| 연료 전지         | 가정 ・ 건물용    | 7MW                    | 50MW                   | 2.1GW                       |
| 수소공급 ・ 가격  | 수소공급 ・ 가격  | 연 13만톤, 정책가격    | 연 47만톤, 6,000원/kg  | 연 526만톤 이상, 3,000원/kg |

### 수소전기차/충전소 관련 정부의 규제 해소 노력
정부는 수소전기차 규제혁신 추진 계획을 발표하고 추진 중에 있으며, 규제 샌드박스 1호로 국회 수소충전소 설치를 허용하는 등 정책 지원 중이다. 아울러 수소충전소 설치 기준 완화(준주거 /상업지역 내 설치 허용, 설치 이격거리 완화 등), 셀프충전 허용, 수소 운송 트레일러 용기압력 제한 완화, 수소전기차 부품 인증기준 개선 등 다방면에 걸친 규제 해소 노력을 기울이고 있다.
※ 정부, 수소전기차/충전소 규제완화 계획 발표 : 국무총리 국정현안점검조정회의, 2018년 11월 15일

### 정부의 수소전기차 관련사 지원 상황
수소전기차는 현대차를 비롯하여 300여개 이상의 부품업체가 참여하여 공동개발 하였다. 즉, 국내 완성차 및 부품업계가 힘을 모아 최고의 기술들이 집약된 차량이라고 할 수 있다.
수소전기차 부품 협력사들은 지난 15년간 정부과제 등을 통해 핵심기술 개발에 투자해왔으며, 높은 기술력을 축적해왔다. 넥쏘의 연료전지 전용부품 국산화율은 99%에 달하며, 특히 연료전지에서 산소와 수소의 화학적 반응을 이끌어 내 전기에너지로 변환시키는 핵심부품(MEA)의국산화에 성공했다.
이러한 중소기업의 투자를 상용화 성과로 연결할 필요가 있다. 수소전기차 및 연료전지의 협력 부품업체가 대부분 중소·중견기업으로, 활용 확대에 따라 협력기업의 성장과 고용창출로 연계 가능하다. 실제로, 부품업체들은 독자적으로 해외업체로 납품선 확대하는 등 수출경쟁력 확보 중이다.

### 수소전기차 관련사 성과 사례
① 세종공업 : 수소센서 개발 및 중국에 독자적 수출, 기존 내연차 부품중심에서 전기전자 부품으로 영역 확대
② JNTG : 10년간 기체확산층을 개발하여 해외 대기업과 동등한 기술 확보
③ 일진복합소재 : CNG 고압용기 소량생산 부품업체에서 세계적인 수소전기차 고압수소용기 업체로 성장 중
④ 한온시스템 : 세계최고 내구성을 가진 공기압축기 개발
⑤ 코멤텍 : Gore-tex사와 동등한 다공성 PTFE 소재기술 개발(강소중소기업)
⑥ 한조 : 선박용, 군수용 부품업체 수소전기차 분리판 부품 New player로 진입
⑦ 대원강업 : 기존 차체 샤시 부품과 더불어 연료전지 스택 부품업체로 성장 중
⑧ 두산퓨얼셀 : 연료전지 원천기술을 바탕으로 발전용 및 주택용 연료전지 제품 라인업을 구축.

### 수소 경제와 재생에너지의 관계
정부는 재생에너지 3020 계획(’17.12)을 통해 태양광, 풍력 등 재생에너지 발전량 비중을 7%(’16년)에서 20%(’30년)까지 확대하겠다는 내용을 발표하였다. 하지만 재생에너지는 자연을 이용한 힘이기에 간헐성 (발전량이 계절/주야마다 다름), 경직성(수요에 따라 조절이 어려움), 지역편차 (지역마다 편차가 큼) 등 근본적 한계를 가진다. 이러한 제약을 해소하고자 대안으로 제시 된 에너지가 수소이다.
수소는 저장·수송이 가능한 각광받는 2차 에너지로 재생에너지와는 떨어질 수 없는 상호보완적 관계이다. 정부는 “재생에너지 3020” 계획을 통해 “P2G(수소수송), ESS(수소저장), 연료전지(수소발전)”와 같은 수소 관련 분야의 육성을 재생에너지 확대의 큰 과제로 삼았다. 수소전기차의 보급 확대는 이와 같은 수소 저장·수송 및 연료전지 기반 산업 육성의 촉매제로서 역할 할 것이며, 결국 재생에너지 확산과 더불어 수소 경제로 발돋움 할 수 있는 밑거름이 될 것으로 전망된다.

## 같이 보기
- 대체 연료
- 에너지 개발
- 수소내연기관자동차